# 帕尔马斯-迪蒙蒂阿尔图
帕尔马斯-迪蒙蒂阿尔图（葡萄牙語：Palmas de Monte Alto）是巴西巴伊亚州的一个市镇。总面积2789.417平方公里，总人口19823人，人口密度7.1人/平方公里。